# Rutland
Rutland é um pequeno condado e distrito unitário da Inglaterra.